# 盧扎區

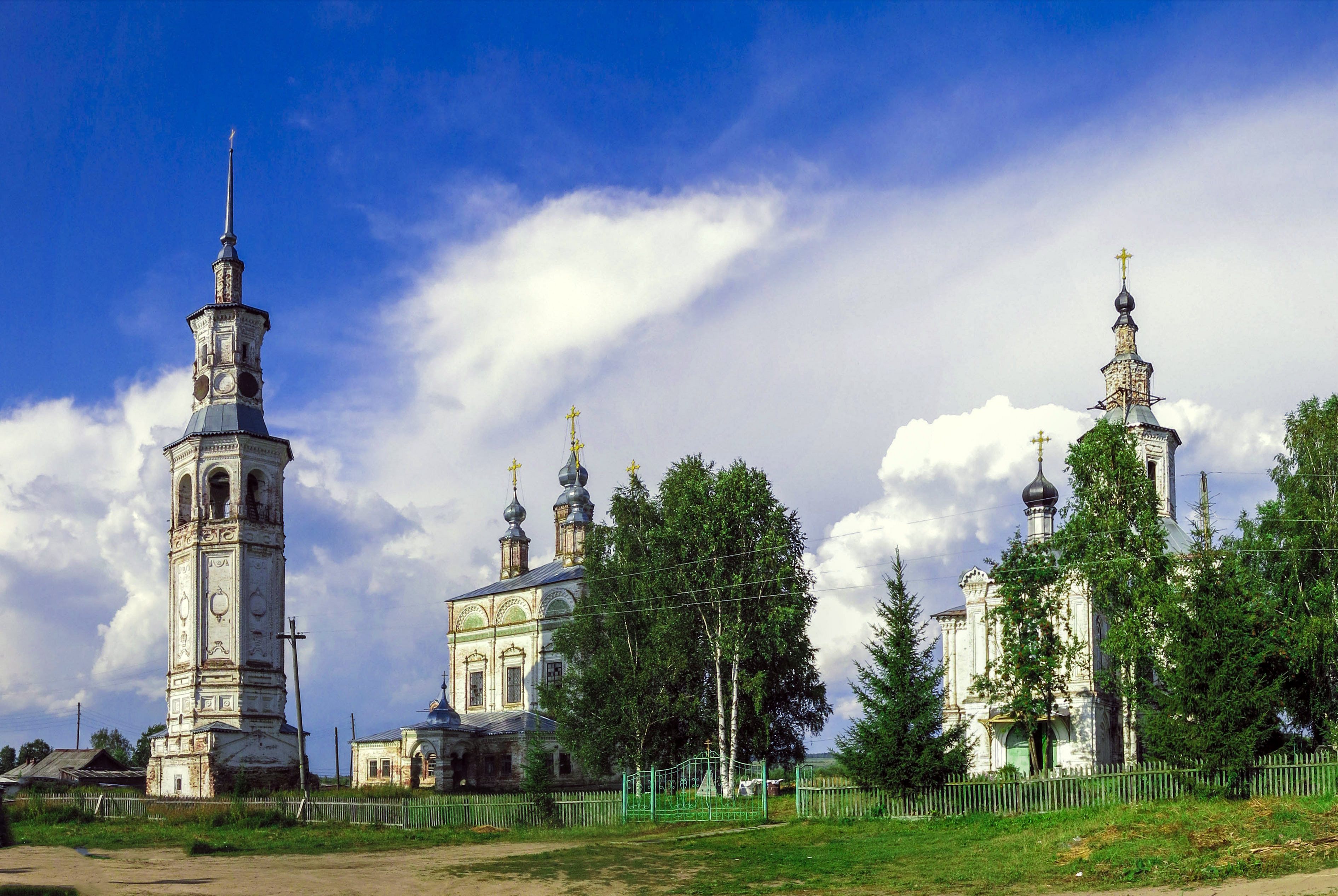

60°37′N 47°17′E / 60.617°N 47.283°E
盧扎區（俄语：Лузский район），是俄羅斯的一個區，位於該國西部，由基洛夫州負責管轄，面積5,315平方公里，2010年該地區人口18,688，人口密度每平方公里3.52人。